# Tigre blanc
Pour les articles homonymes, voir Tigre blanc (homonymie).

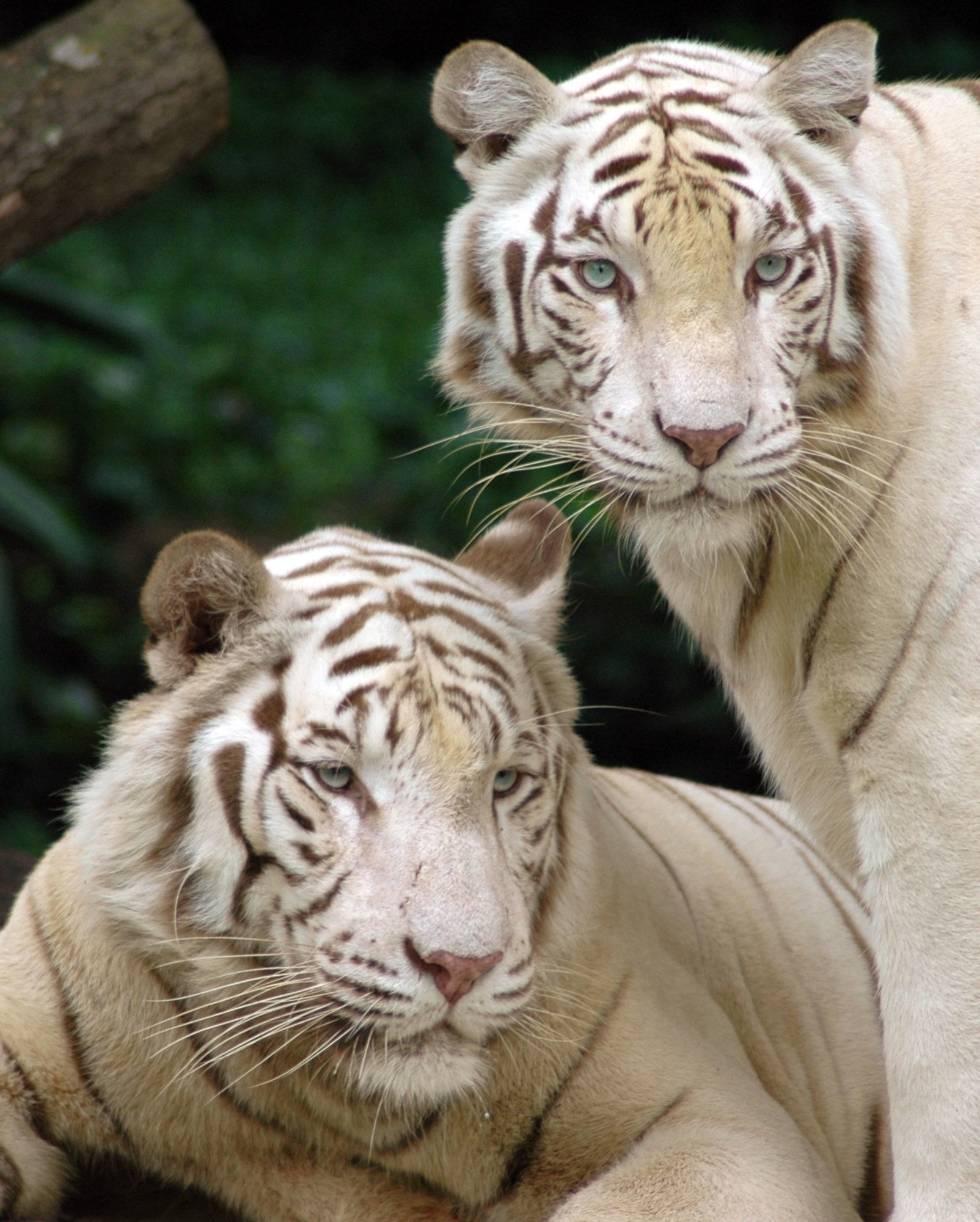
Deux tigres blancs au Zoo de Singapour.

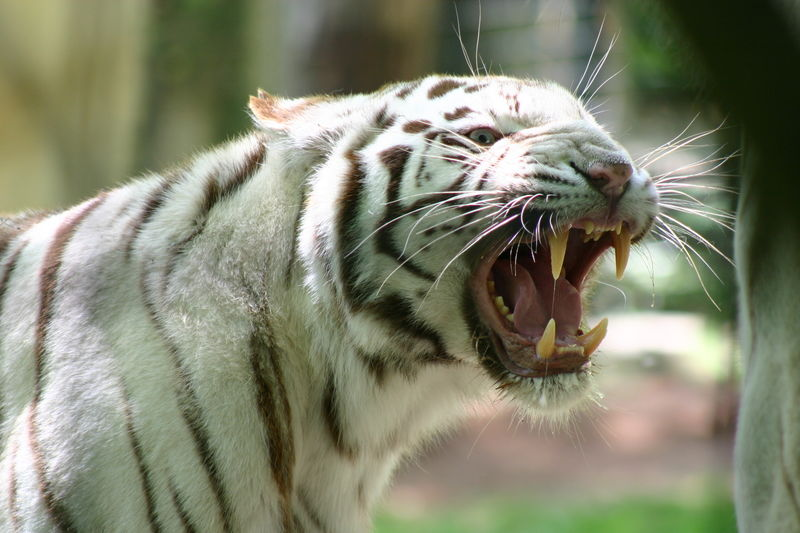
Un tigre blanc, au ZooParc de Beauval.

Le tigre blanc, parfois appelé tigre blanc royal, est un tigre (Panthera tigris), un mammifère carnivore de la famille des félidés présentant une mutation génétique lui conférant une robe blanche rayée de noir.
Cette anomalie génétique est appelée leucistisme ou leucisme. Les tigres blancs ne sont donc pas des spécimens albinos, qui n'ont quant à eux pas de rayures et des yeux plutôt clairs, apparence due dans ce cas à une autre mutation génétique, l'albinisme.
Le tigre blanc n'est pas une espèce ou une sous-espèce à part entière et n'est donc pas menacé d'extinction en tant que tel, même si l'espèce du tigre est, elle, classée « en danger » par l'Union internationale pour la conservation de la nature.
Son élevage en captivité est de plus en plus controversé car la reproduction des tigres blancs entre eux, pratiquée dans le but d'assurer une descendance entièrement leucistique, entraîne une forte consanguinité qui est associée à de nombreux troubles de santé. Cet élevage ne présente par ailleurs aucun intérêt dans la conservation du tigre et peut fausser le rôle pédagogique des parcs zoologiques lorsqu'ils les présentent séparément des autres tigres ou comme une espèce ou une sous-espèce à part entière.

## Description
Pour un article plus général, voir Panthera tigris.

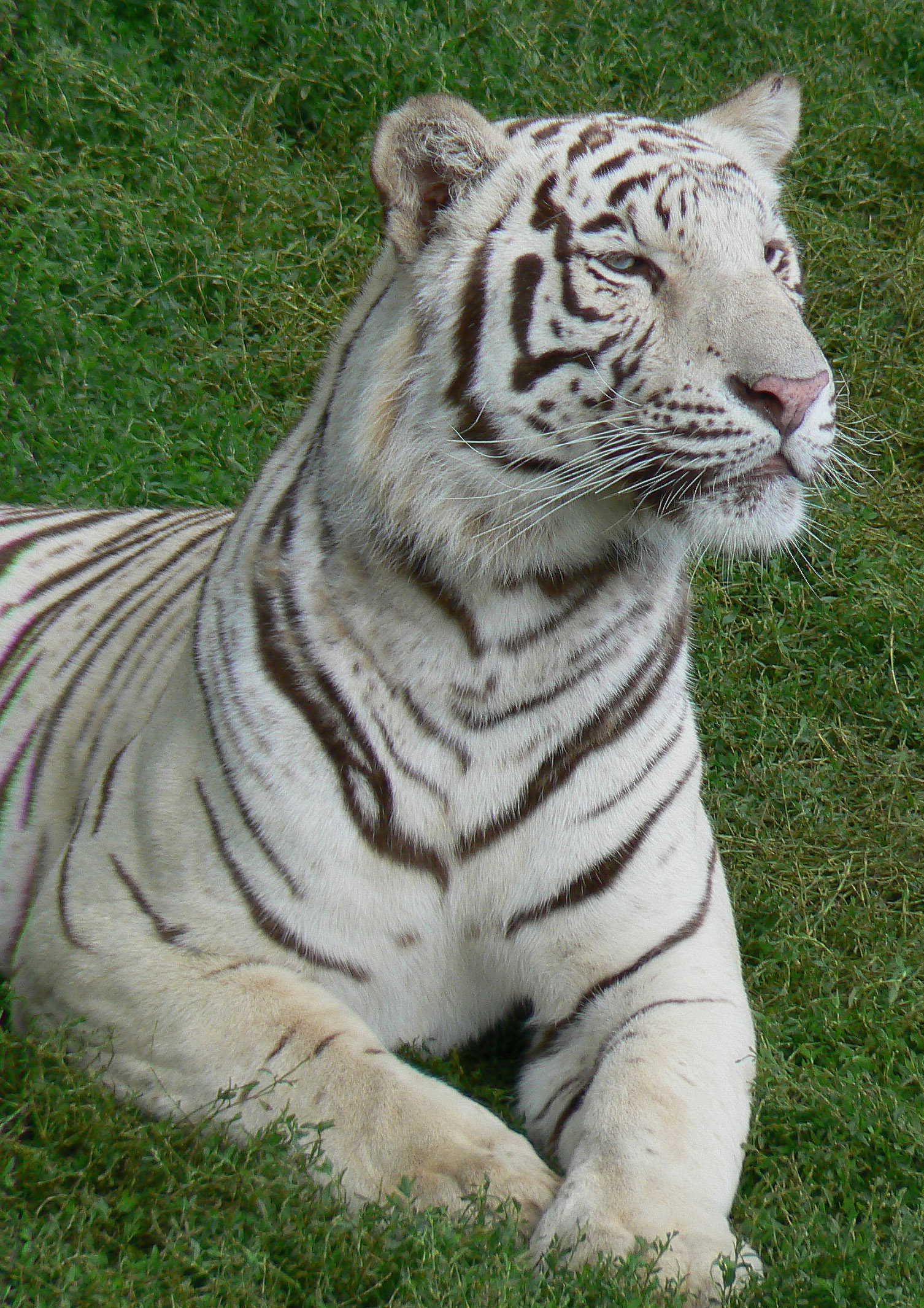
Tigre blanc couché dans l'herbe à l'Olmense Zoo (Belgique).

Le tigre blanc est un tigre de l'espèce Panthera tigris, mais qui se caractérise par son pelage blanc (de couleur crème à coquille d'œuf) rayé de noir ou de marron. Ses yeux sont bleus et le nez est rose. Il est en général plus grand qu'un tigre normal. On considère qu'il s'agit d'une mutation autosomale récessive nommée chinchilla[réf. nécessaire], rencontrée chez d'autres mammifères, notamment le chat domestique et le lapin. Il n'existe pas de cas d'albinisme reconnus. En effet, de nombreux cas de tigres entièrement blancs, sans aucune rayure, ont été reportés, mais il s'agissait de tigres dont la coloration était très pâle, et non pas inexistante. Pour paraître plus impressionnants, les tigres blancs sont souvent croisés avec le tigre de Sibérie, la plus grande sous-espèce de tigre[réf. nécessaire].
Le nom scientifique Panthera tigris uncia lui est parfois attribué, mais n'a aucune valeur scientifique car le tigre blanc ne constitue pas une sous-espèce de tigre.

### Génétique et albinisme
Dans les années 1970, un couple de tigres hétérozygotes roux nommés Sashi et Ravi ont donné naissance à treize petits aux jardins zoologiques d'Alipore dont trois étaient blancs .
Dès 1907, le naturaliste Richard Lydekker doute de l'existence des tigres albinos.
Les chats siamois et le lapin himalayen possèdent des enzymes dans leur fourrure qui réagissent à la température : les poils sont plus sombres dans les régions froides. Une tigresse blanche nommée Mohini était plus blanche que ses congénères blanc crème du zoo de Bristol : cela pourrait être dû au fait qu'elle passe moins de temps dehors en hiver. K.S. Sankhala, observa que les tigres blancs de Rewa étaient toujours plus blancs que les autres, même s'ils naissaient à New Delhi pour revenir à Rewa.
Plus récemment en 2013, une équipe de scientifiques chinois de l'université de Pékin a réussi à découvrir l'origine génétique de la couleur blanche des tigres blancs. L'équipe de chercheurs a étudié le patrimoine génétique d'une famille de 16 tigres (9 orange et 7 blancs) élevés en captivité au Chimelong Safari Park de Guangzhou Chimelong Tourist Resort à Canton, en république populaire de Chine. À la suite de la cartographie de leur génome, ils sont arrivés à la conclusion que la mutation du gène SLC45A2 (en) est à l'origine d'une inhibition de la synthèse des pigments orange et jaune, mais comme elle n'a que peu d'effet sur le noir, les tigres blancs conservent leurs rayures.

#### Tigres blancs sans rayure et tigre doré

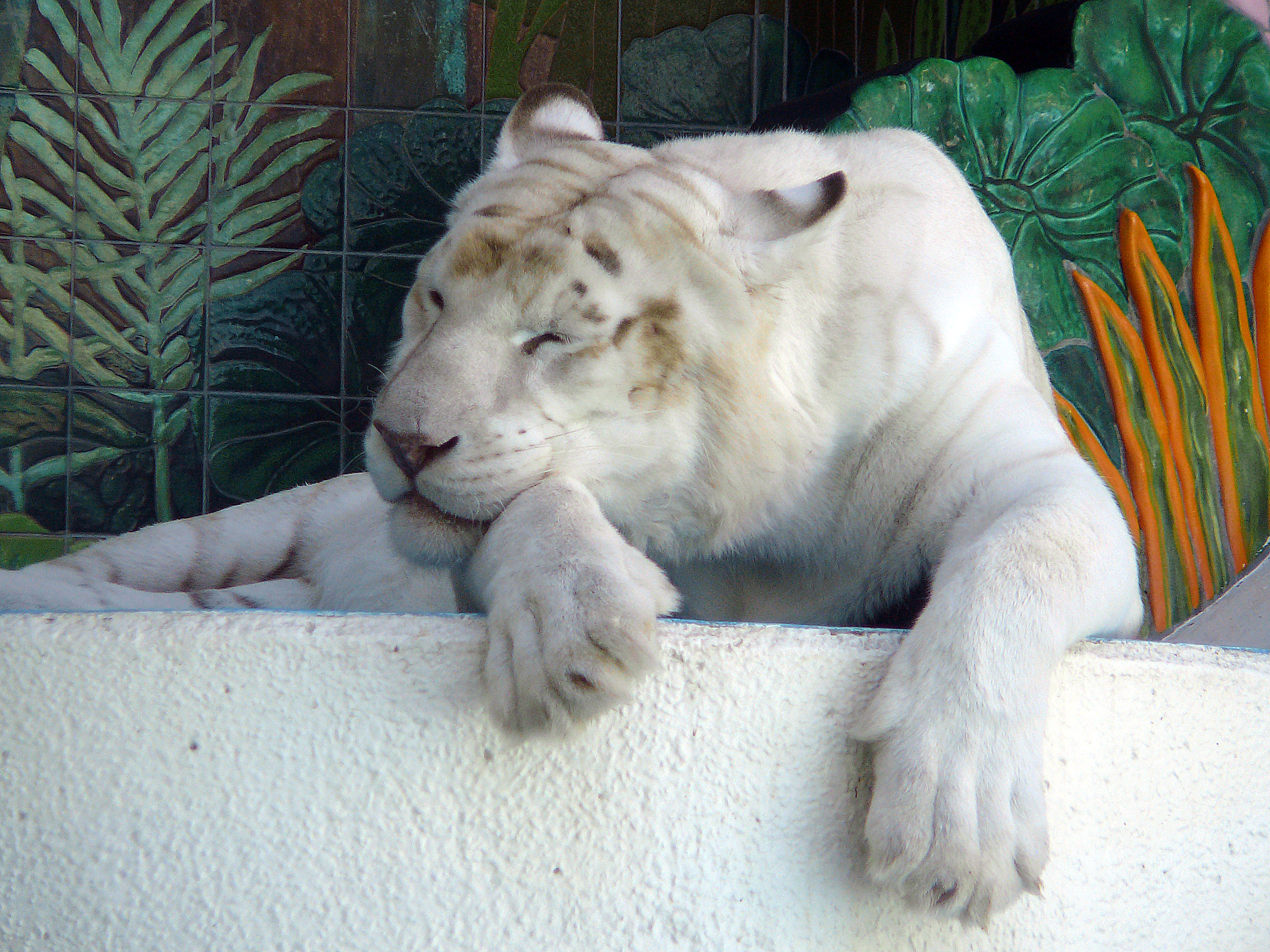
Un tigre avec des rayures presque invisibles, à l'hôtel The Mirage de Las Vegas.

Un autre gène peut retirer les rayures du tigre blanc. Un de ces spécimens est exposé à Exeter Change en 1820 et est décrit par Georges Cuvier comme « une variété blanche du tigre que l'on peut parfois voir, avec des rayures opaques, qui ne peuvent être observées que selon certains angles de lumière » ; Richard Lydekker rajoute que : « un tigre blanc, dont la fourrure est de couleur crème, avec des rayures à peine visibles en certains points, a été exposé dans l'ancienne ménagerie d'Exeter Change dans les années 1820 ».

### Comparaison de couleur
Le tigre blanc tend à être plus grand que le tigre roux, tant à la naissance qu'à l'âge adulte. Cela pourrait lui donner un avantage dans la nature en dépit de sa couleur inhabituelle. Les tigres roux hétérozygotes sont également plus grands que les autres tigres ; Kailash Sankhala, le directeur du zoo de New Delhi dans les années 1960 déclara que « l'une des fonctions du gène blanc a pu être de garder un gène accroissant la taille dans la population, en cas de besoin »,.

## Historique
Les tigres blancs commencent à faire parler d'eux vers la fin du XIXe siècle : quelques spécimens sauvages sont signalés. Des tigres blancs à rayures noires sont signalés dans la nature en Inde durant l'Empire moghol (1556–1605). Une peinture de 1590 d'Akbar le Grand chassant près de Gwalior montre quatre tigres dont deux blancs. Dix-sept cas de tigres blancs sont recensés en Inde entre 1907 et 1933 dans les districts d'Orissa, Bilaspur, Sohagpur et Rewa. Le 22 janvier 1939, le premier ministre népalais tire sur un tigre blanc au campement de Barda au Terai dans le Népal. Le dernier tigre blanc fut tué en 1958 et la mutation est considérée comme éteinte dans la nature. De nombreuses rumeurs de tigres blancs sauvages ont parcouru l'Inde depuis lors, mais aucune n'a été considérée comme crédible. Le célèbre chasseur Jim Corbett dans son film Man-Eaters of Kumaon a filmé une tigresse blanche et ses deux petits roux ; cette vidéo, la seule montrant un tigre blanc dans la nature, a été utilisée par National Geographic dans un film sur Jim Corbett.
En 1965, la « collection indienne » de Marjorie Merriweather Post présentée à Washington contenait une chaise rembourrée en peau de tigre blanc. Une photographie en couleur de cet objet apparaît dans le numéro du 5 novembre 1965 du magazine Life. Le numéro d'octobre 1975 du National Geographic montre une photographie du ministre de la Défense des Émirats arabes unis avec un tigre blanc empaillé dans son bureau.
S.H. Prater écrit dans The book of Indian Animals (1948) que « les tigres blancs ou partiellement blancs ne sont pas rares dans certaines forêts ouvertes humides d'Inde centrale, »
C'est un mythe que les tigres blancs ne sont pas capables de prospérer dans la nature et l'Inde avait planifié une réintroduction de tigres blancs captifs dans une réserve près de Rewa. Dans la nature, les tigres blancs se reproduisent depuis des générations et A.A. Dunbar Brander dans Wild animals in central India (1923) ajoute que « Les tigres blancs se rencontrent occasionnellement. Il y a des croisements réguliers de ces animaux dans les environs de Amarkantak, à la jonction entre l'État de Rewa et les districts de Mandla et Bilaspur. La dernière fois que je suis allé à Mandla en 1919, une tigresse blanche et ses petits blancs y vivaient. En 1915, un mâle a été capturé par l'état de Rewa et emprisonné. Une excellente description de cet animal par Mr Scott de la police indienne, a été publiée dans le volume XXVII, numéro 47 du journal de la société d'histoire naturelle de Bombay.
Cet article mentionné par A. A. Dunbar Brander décrivit : « Le tigre blanc captif de Rewa a été capturé en décembre 1915 dans la jungle de l'État, près de Sohagpur. Il devait avoir deux ans à ce moment-là. Il y avait deux autres tigres blancs au sud de Rewa liés à celui-ci, mais on considérait que la mère de cet animal n'était pas blanche... Un tigre blanc a été tué par un Sardar à Sohargpur Tahasil il y a dix à douze ans. Deux autres tigres ont été signalés près de Shahdol et Annuppur mais les ordres de sa Majesté étaient de ne pas les tuer. On disait que celui d'Annuppuer était le frère de celui qui avait été capturé. Ces tigres blancs erraient dans les environs des districts britanniques des provinces centrales et semblaient vivre dans les montagnes de Maikal,,. »
Victor H. Cahalane signala des tigres blancs au nord de la Chine en 1943 : « … La Chine du Nord a produit de nombreux albinos, avec les inévitables rayures brunes effacées. De très rares tigres mélanistiques (noirs) sont connus. »

## Dans la nature
Leurs chances de survie sont largement compromises par cette couleur atypique qui les empêche de se camoufler dans la forêt et de surprendre leurs proies.[réf. nécessaire] Exceptionnels dans la nature, ils sont quelques centaines dans le monde, répartis principalement dans les parcs zoologiques et les réserves animalières.

## En captivité

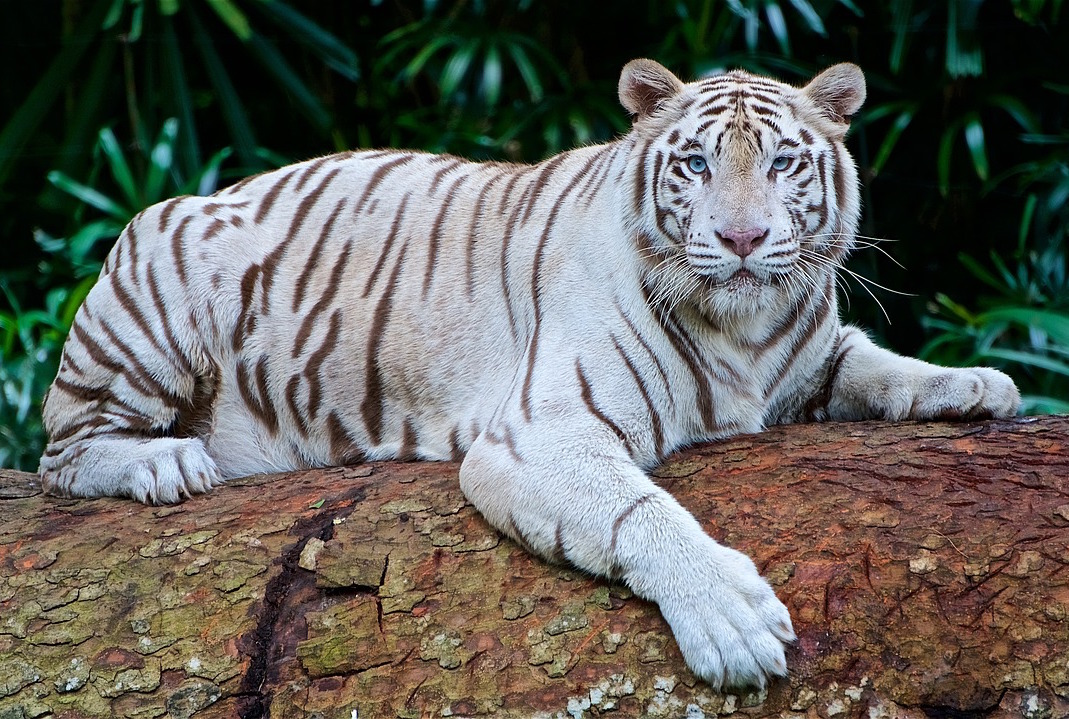
Un tigre blanc du Bengale captif.

La majorité des tigres blancs captifs sont les descendants de Mohan, un tigre du Bengale sauvage capturé dans les années 1950. Mohan naquit dans la forêt de Bandhavgarh avec ses deux ou trois frères et sœurs. Le 25 mai 1951, il est aperçu par un bûcheron. Le lendemain, une battue est organisée : l'ensemble de sa famille est tuée et Mohan est capturé et recueilli par le maharadjah de Rewa.
Il s'accoupla par la suite avec une tigresse de couleur normale nommée Begum. Ils eurent deux portées, et leurs petits étaient tous de couleur rousse. On croisa alors Mohan avec Radha, une de ses filles, et les quatre petits qui naquirent étaient tous blancs. Les quatre petits de Mohan, un mâle et trois femelles, furent respectivement nommés Raja, Rani, Sukeshi et Mohini.
Mohan mourut le 19 septembre 1969 à l'âge de 19 ans et 7 mois. Il fut empaillé et exposé au musée privé du maharadjah de Rewa.

### En Asie

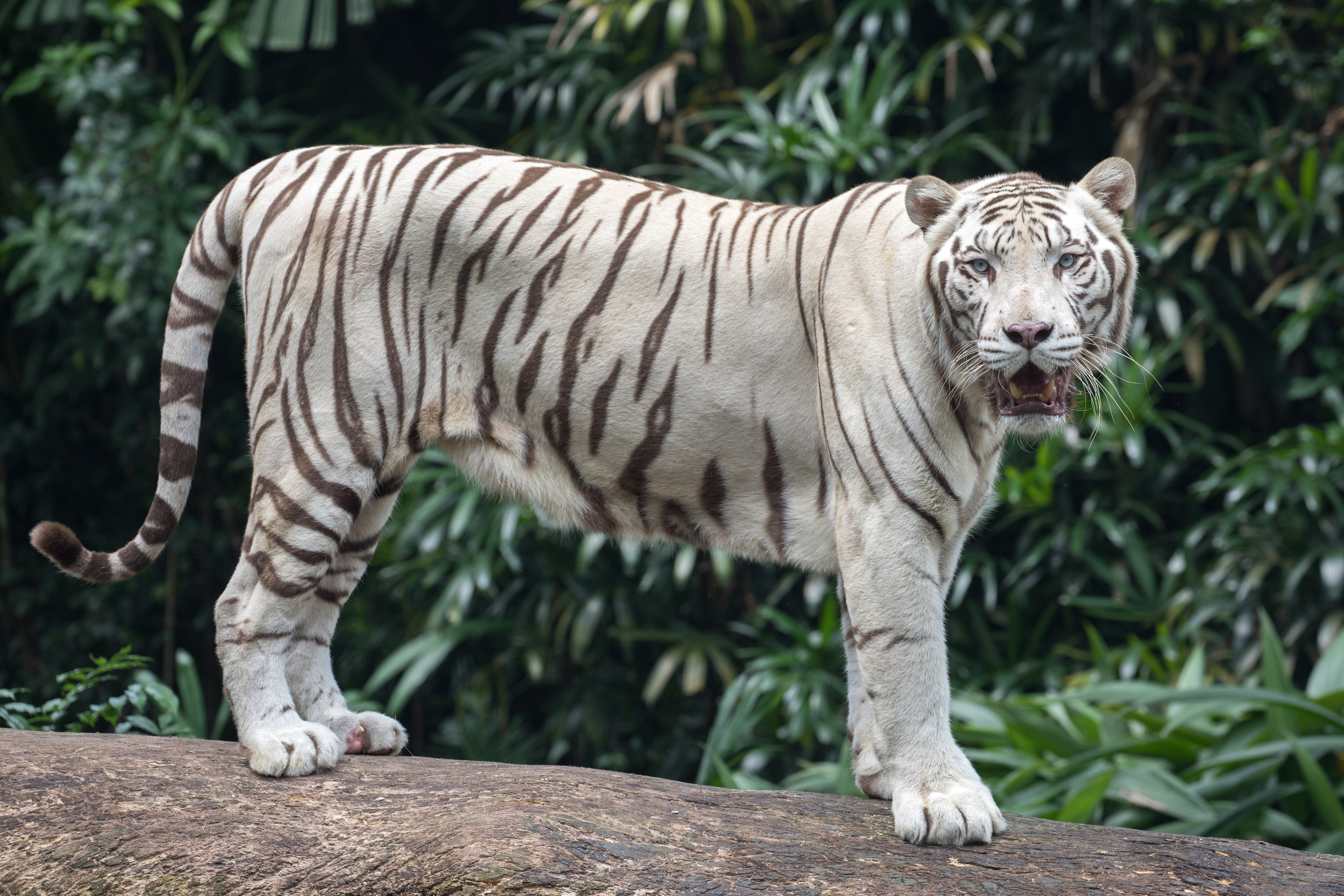
Tigre blanc au zoo de Singapour.

### En Europe
Le premier parc à en présenter en Europe fut le zoo de Bristol en 1963. Le ZooParc de Beauval, en France, en présente depuis 1991, date de l'importation d'un couple, Gorby et Raïssa, nés dans un élevage de Floride et achetés pour 100 000 dollars. Depuis ils auraient eu 26 petits, dont certains les ont remplacés à Beauval et dont les autres ont essaimé dans d'autres parcs, en France et en Europe.
Parmi les autres couples présentés à Beauval se trouvent ainsi Katharina et Igor, et plus récemment Chili et Sherkan. Le parc zoologique de Bordeaux-Pessac, présente un couple, Olga et Ashka, qui ont notamment eu 4 petits en 2014. Le Cerza, en présente également, et possède notamment une femelle, Lisa, ayant mis bas de 2 petits en 2008. Le Parc des félins a eu des naissances en 2008 et 2010.
Le Kameltheater Kernhof, un zoo privé autrichien, est connu pour ses naissances multiples et répétées de tigres blancs. En avril 2014, pour la première fois en Europe, des quintuplés (Lali, Lela, Lila, Lulu et Obama) y sont nés en parfaite santé.

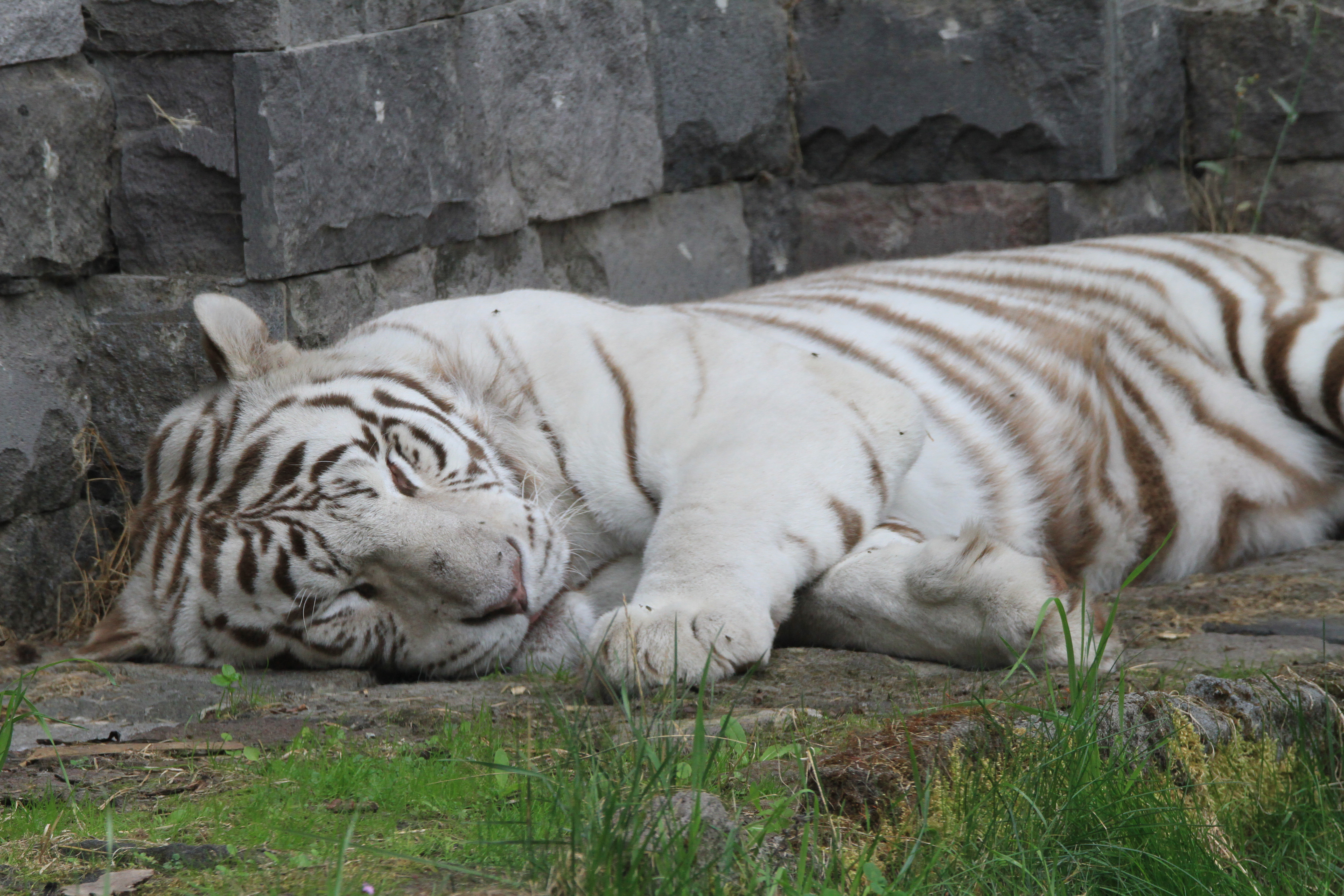
Mumbai, tigre blanc au parc animalier Pairi Daiza Belgique juillet 2020.

Depuis 2015, le parc Pairi Daiza, dans le sud de la Belgique présente Mumbai et Sanka, hôtes de la nouvelle installation du Temple des Tigres,.

## Controverses autour de l'élevage des tigres blancs
Les tigres blancs captifs sont tous issus du même individu mâle, Mohan, qui a transmis ses gènes à travers différents accouplements. De ce fait la consanguinité au sein de sa descendance est très élevée et conduit à des malformations graves dès la naissance.
En effet, 80 % des petits tigres qui naissent blancs meurent à cause d'anomalies dues à la consanguinité. Dans les 20 % restants, beaucoup ont des problèmes physiques comme des déficiences immunitaires, des scolioses, un strabisme élevé ou des troubles mentaux. En fait, les dresseurs de tigres estiment que sur 30 tigres blancs, un seul est réellement en bonne santé.

### Strabisme

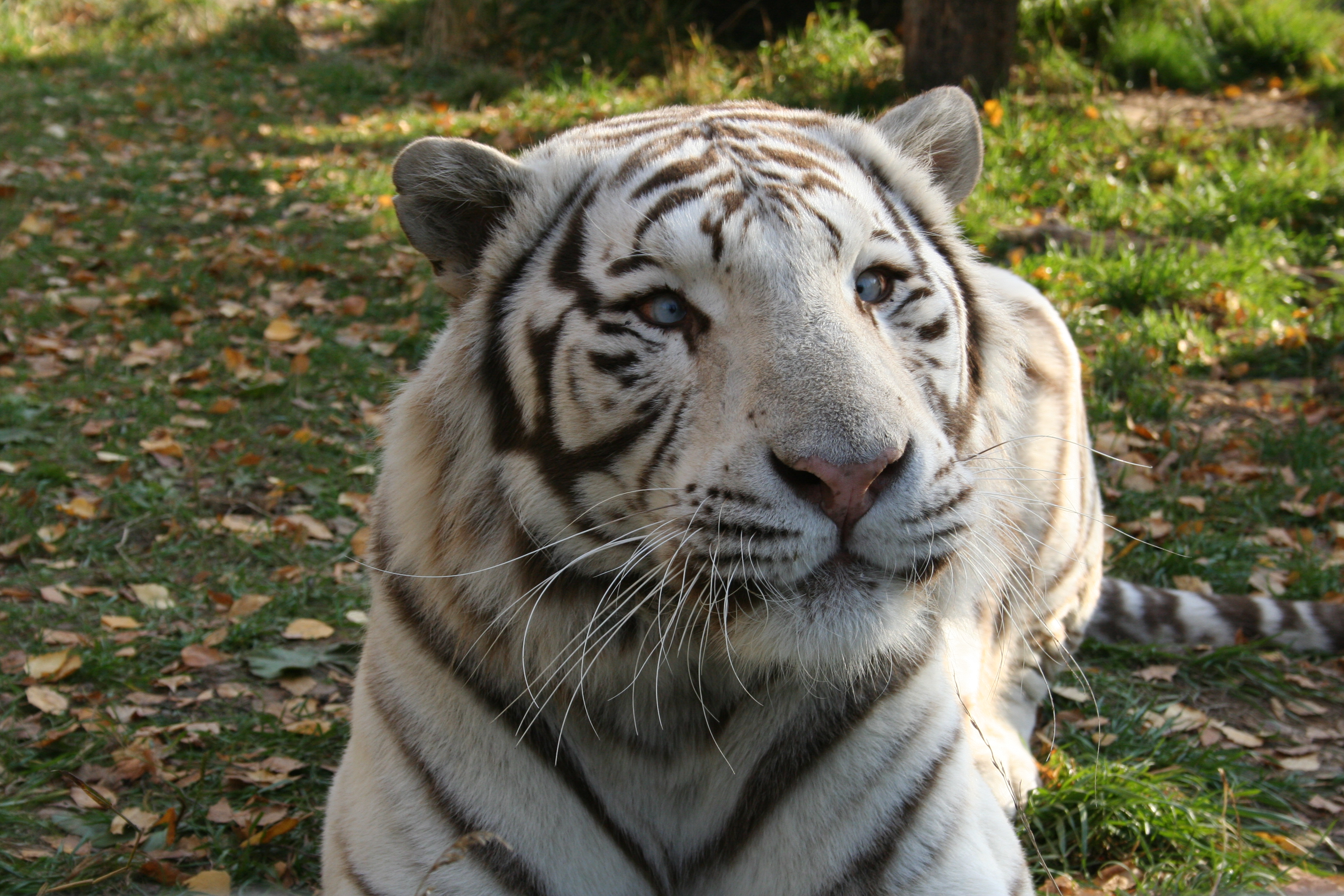
Un tigre blanc atteint de strabisme, comme souvent pour ce type de tigres.

Les tigres blancs sont souvent atteints de strabisme. Selon le dresseur de tigres Andy Goldfarb, quand ils sont stressés ou troublés, tous les tigres blancs louchent. Le strabisme est associé aux tigres blancs issus de croisements entre tigre du Bengale et tigre de Sibérie. Le strabisme est probablement directement lié au gène provoquant la couleur blanche, et n'est pas une conséquence de l'élevage de tigre blanc,,. Il devrait pouvoir être réduit, voire éliminé, par un élevage sélectif.
Des tentatives pour corriger chirurgicalement le strabisme se sont soldées par la mort des spécimens sur la table d'opération, comme Scarlett O'Hara, tigresse blanche qui ne louchait que d'un œil ou Cheytan, tigre blanc du zoo de San Antonio.

### Sensibilité à l'anesthésie
Les tigres blancs ne réagissent pas comme les autres tigres à l'anesthésie. L'anesthésique CI 744 (tilétamine, zolazépam) est le plus utilisé pour immobiliser les tigres. Cependant, cette drogue a un effet de re-sédation 24 à 36 heures après l'injection sur les tigres blancs. Selon le vétérinaire David Taylor, cela doit être corrélé à leur incapacité à produire une tyrosinase normale.

### Maladies
Mohini a été testée pour le syndrome de Chediak Higashi en 1960 mais les résultats ne furent pas concluants,. Cette maladie, observée chez le chat domestique, est similaire à l'albinisme et cause des reflets bleutés dans la fourrure, un strabisme et des saignements prolongés après une chirurgie ou une blessure.
Un cas unique de tigre blanc atteint d'une atrophie progressive de la rétine a été rapporté du Milwaukee County Zoo et pourrait être lié à la réduction de la pigmentation de l'œil,.
La mortalité infantile des tigres blancs ne serait pas supérieure à celle des tigres roux reproduits en captivité. Selon Ed Maruska, le directeur du zoo de Cincinnati, « Nous n'avons pas constaté de mort prématurée des jeunes tigres blancs. Quarante-deux animaux sont nés chez nous et sont toujours vivants. Mohan, un grand tigre blanc, est mort à presque vingt ans, âge enviable pour un mâle de n'importe quelle sous-espèce […]. Sur cinquante-deux naissances, nous avons eu quatre mort-nés, dont un seul cas inexpliqué. Nous avons perdu deux autres petits à la suite d'une pneumonie virale, ce qui ne paraît pas excessif. Sans données sur les lignées de tigres non consanguines, il est difficile de déterminer avec précision si ce nombre est élevé ou faible,. »

## Dans la culture populaire
- Dans le monde des comics américains, plusieurs super-héros successifs de l'univers Marvel portent le nom de Tigre blanc.